# Me Me Lai
Me Me Lai, parfois appelée Me Me Lay ou Meme Lay, née le 3 novembre 1951 en Birmanie, est une actrice et animatrice de télévision birmano-britannique qui a travaillé principalement dans des films britanniques et italiens, notamment dans le domaine de l'horreur.

## Biographie
Elle est née dans la nuit du 3 novembre 1951 en Birmanie d'une mère birmane et d'un père anglais. Elle s'installe en Angleterre à l'adolescence, où elle commence rapidement sa carrière d'actrice, d'abord dans des séries télévisées comme Paul Temple et Jason King. Très vite, elle passe au cinéma, en commençant par le film d'épouvante Crucible of Terror aux côtés de Mike Raven en 1971, bientôt suivi par la comédie érotique Femmes en location (en) réalisée par Val Guest en 1972.
Lai s'est fait connaître à l'époque des films de cannibales italiens, en jouant des rôles principaux dans deux films qui ont marqué le genre : Au pays de l'exorcisme (1972) d'Umberto Lenzi et Le Dernier Monde cannibale (1977) de Ruggero Deodato,. Elle a également joué dans La Secte des cannibales (1980), toujours d'Umberto Lenzi, dans lequel une de ses scènes de Le Dernier Monde cannibale a été réutilisée. En dehors du genre de cannibales, elle a eu un bref rôle de fille de bordel chinoise dans la comédie de Blake Edwards La Malédiction de la Panthère rose (1978).
Me Me Lai a également été coanimatrice des jeux télévisés britanniques The Golden Shot et Sale of the Century, et est apparue dans l'émission Origami, diffusée dans les années 1970 sur la chaîne Yorkshire Television, avec Robert Harbin.
Son dernier film a été L'Élément du crime de Lars von Trier en 1984. Elle a ensuite rejoint la police de l'Essex.

## Filmographie

### Actrice de cinéma
- 1970 : Les cinglés partent en safari (en) (Carry On Up the Jungle) de Gerald Thomas
- 1971 : Crucible of Terror (en) de Ted Hooker
- 1971 : She'll Follow You Anywhere (en) de David C. Rea
- 1972 : Femmes en location (en) (Au Pair Girls) de Val Guest
- 1972 : Au pays de l'exorcisme (Il paese del sesso selvaggio) d'Umberto Lenzi
- 1977 : Le Dernier Monde cannibale (Ultimo mondo cannibale) de Ruggero Deodato
- 1978 : La Malédiction de la Panthère rose (Revenge of the Pink Panther) de Blake Edwards
- 1979 : Adieu canaille (en) (Licensed to Love and Kill) de Lindsay Shonteff
- 1980 : La Secte des cannibales (Mangiati vivi!) d'Umberto Lenzi
- 1984 : L'Élément du crime (Forbrydelsens element) de Lars von Trier

### Actrice de télévision
- 1970 : Paul Temple
- 1971 : Jason King
- 1971 : Hine
- 1981 : Spearhead
- 1983 : The Optimist